# Sammy Seta Visco SSV
Sammy Seta Visco SSV es una placa de arcade creada por Sammy, Seta y Visco destinada a los salones arcade. De hecho, las siglas SSV vienen de las iniciales de las 3 compañías.

## Descripción
El Sammy Seta Visco SSV fue lanzada en 1993.
Posee un procesador NEC V60 de 32-bit RISC @ 16MHz. y tiene un procesador de sonido Ensoniq ES5506 trabajando a 16MHz (salida mono).
En esta placa funcionaron 25 títulos.

## Especificaciones técnicas

### Procesador
- NEC V60 de 32-bit RISC @ 16MHz.

### Audio
- Ensoniq ES5506 @ 16 MHz

## Lista de videojuegos
- Change Air Blade
- Dramatic Adventure Quiz Keith & Lucy
- Drift Out '94
- Dyna Gear
- Eagle Shot Golf
- Gourmet Battle Quiz Ryohrioh CooKing
- Joryuu Syougi Kyoushitsu
- Koi Koi Shimashyo 2 : Super Real Hanafuda
- Lovely Pop Mahjong Jan Jan Shimasho 2
- Lovely Pop Mahjong Jan Jan Shimashyo
- Mahjong Hyper Reaction
- Mahjong Hyper Reaction 2
- Meosis Magic
- Mobile Suit Gundam Final Shooting
- Monster Slider
- Pachinko Sexy Reaction
- Pachinko Sexy Reaction 2
- Storm Blade
- Super Real Mahjong P7
- Super Real Mahjong PIV
- Survival Arts
- Twin Eagle II
- Ultra X Weapons / Ultra Keibitai
- Vasara
- Vasara 2